# Гейден Ролстон
Гейден Ролстон  (англ. Hayden Roulston, 10 січня 1981) — новозеландський велогонщик, олімпійський медаліст.

## Виступи на Олімпіадах
| Олімпіада  | Дисципліна                                      | Місце |
| ---------- | ----------------------------------------------- | ----- |
| Афіни 2004 | Медісон                                         | 7     |
| Пекін 2008 | Індивідуальна гонка переслідування, 4000 метрів | 2     |
| Пекін 2008 | Командна гонка переслідування, 4000 метрів      | 3     |
| Пекін 2008 | Медісон                                         | 10    |